# 圣彼得罗-因卡萨莱
圣彼得罗-因卡萨莱是意大利艾米利亚-罗马涅大区博洛尼亚省的一个镇，距离大区首府博洛尼亚约24公里。